# Hrabstwo Lee (Karolina Południowa)
Hrabstwo Lee (ang. Lee County) – hrabstwo w stanie Karolina Południowa w Stanach Zjednoczonych.

## Geografia
Według spisu z 2000 roku obszar całkowity hrabstwa obejmuje powierzchnię 411 mil2 (1064,48 km²), z czego  410 mil2 (1061,9 km²) stanowią lądy, a 1 mil2 (2,59 km²) stanowią wody. Według szacunków United States Census Bureau w roku 2012 miało 18 654 mieszkańców. Jego siedzibą administracyjną jest Bishopville.

### Miasta
- Bishopville
- Lynchburg

### Sąsiednie hrabstwa
- Hrabstwo Darlington (północny wschód)
- Hrabstwo Florence (wschód)
- Hrabstwo Sumter (południe)
- Hrabstwo Kershaw (północny zachód)